# クレージー大作戦
『クレージー大作戦』（クレージーだいさくせん）は、1966年に製作されたクレージーキャッツ主演映画。製作は東宝と渡辺プロダクション。100分、カラー。同時上映は『喜劇 駅前競馬』。

## 概要
同年春に日本公開されたイタリア映画『黄金の七人』を意識し、クレージーのメンバー7人それぞれのキャラクターを活かし、かつストーリー上において意味のある役割を持たせるよう配慮された、サスペンス・アクション喜劇である。
ストーリーの骨子となるプロット作成には、脚本担当としてクレジットされている4名の他、中原弓彦（小林信彦）、メガホンをとった古澤憲吾らも参加して綿密なブレーンストーミングが行なわれ、それを最終的に田波靖男がまとめあげた。東宝クレージー映画を支えた古澤憲吾・坪島孝の両監督が、メインスタッフとして共に関わった唯一の作品でもある。

## ストーリー
悪人たちから悪銭を巻き上げることを商売とする石川五郎は、白昼堂々、銀座の宝石店で強盗を働いて自ら逮捕され、砂走刑務所へとやって来る。石川の目的は、この刑務所に収容されている金庫破りの天才・大平久の協力を得て、“頭取”と呼ばれる日本の暗黒街のボスが持つ10億円を手に入れることだった。石川は大平の所属する囚人バンドグループに参加し、バンドリーダーで刑務所の看守である加古井守の表彰式後に行われた、養老院での慰問演奏の真っ最中に、大平や他のメンバーと共に脱走、追ってきた加古井をそのまま仲間に引き込んでしまう。そして“頭取”の持つ10億を狙う、世紀の大作戦が始まった！

## スタッフ
- 製作：渡辺晋
- 監督：古澤憲吾
- 脚本：笠原良三、池田一朗、田波靖男、坪島孝
- 撮影：永井仙吉
- 美術：村木忍
- 編集：黒岩義民
- 合成：松田博
- 監督助手：出目昌伸
- 音楽：山本直純、萩原哲晶

## キャスト
- 石川五郎：植木等
- 加古井守：ハナ肇
- 大平久：谷啓
- 陣十郎：犬塚弘
- ジョージ馬場：桜井センリ
- 花見小路抜麿：石橋エータロー
- 藪越与太郎：安田伸
- 高山姫子：野川由美子
- 日向恵子：藤あきみ
- 大戸所長：益田喜頓
- 頭取：進藤英太郎
- 暗黒街のボス：清水元、松本染升、大友純
- 幹部：大友伸、草川直也、西條竜介
- 用心棒：桐野洋雄
- 頭取の手下：二瓶正也、荒木保夫、黒木順
- ギャング：左とん平
- デパート支配人：土屋詩朗
- デパート女店員：谷和子
- ホテル支配人･有賀：北竜二
- ホテルのフロント：岡部正
- ホテルのボーイ：森下慶一
- 駅長：由利徹
- 電車運転手：渋谷英男
- 下田警部：緒方燐作
- 刑事：勝部義夫
- 宝石店に来る警官：野村明司
- 駐在所巡査：青島幸男
- ホテルに来る警官：人見明
- 非常線の警官：広瀬正一、大前亘
- 老警官：吉頂寺晃
- 看守：門脇三郎
- 芝木優子

## 挿入歌

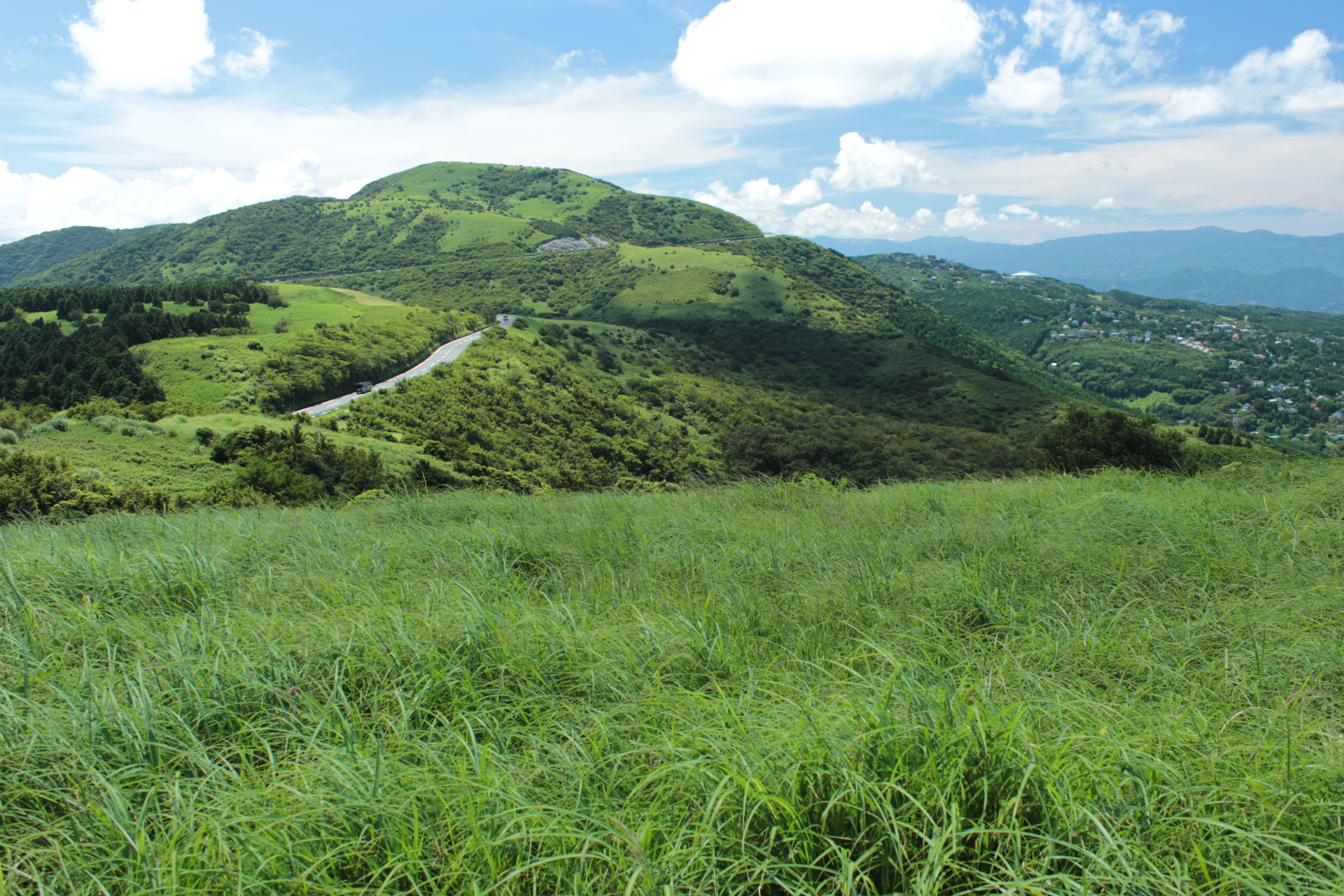
中盤、クレージーが「大作戦マーチ」を歌った場所である「玄岳」の近辺

「たるんどる節」
作詞：青島幸男
作曲：萩原哲晶
歌：植木等
「民謡メドレー〜シビレ節」　
民謡
シビレ節＝作詞：青島幸男・作曲：宮川泰
歌：クレージーキャッツ
「骨まで愛して」
作詞：川内和子（川内康範）
作曲：文れいじ（北原じゅん）
歌：谷啓　※城卓矢のヒット曲。酔っ払ったふりをして、アカペラで歌う
「大作戦マーチ」
作詞：青島幸男
作曲：萩原哲晶
歌：クレージーキャッツ
「音楽コント－トルコ行進曲」
作曲：モーツァルト
構成：谷啓